# Megacyllene insignita
Megacyllene insignita es una especie de escarabajo longicornio del género Megacyllene, tribu Clytini, subfamilia Cerambycinae. Fue descrita científicamente por Perroud en 1855.

## Descripción
Mide 12,6-20 milímetros de longitud.

## Distribución
Se distribuye por Argentina, Brasil y Uruguay.